# Château de Velors

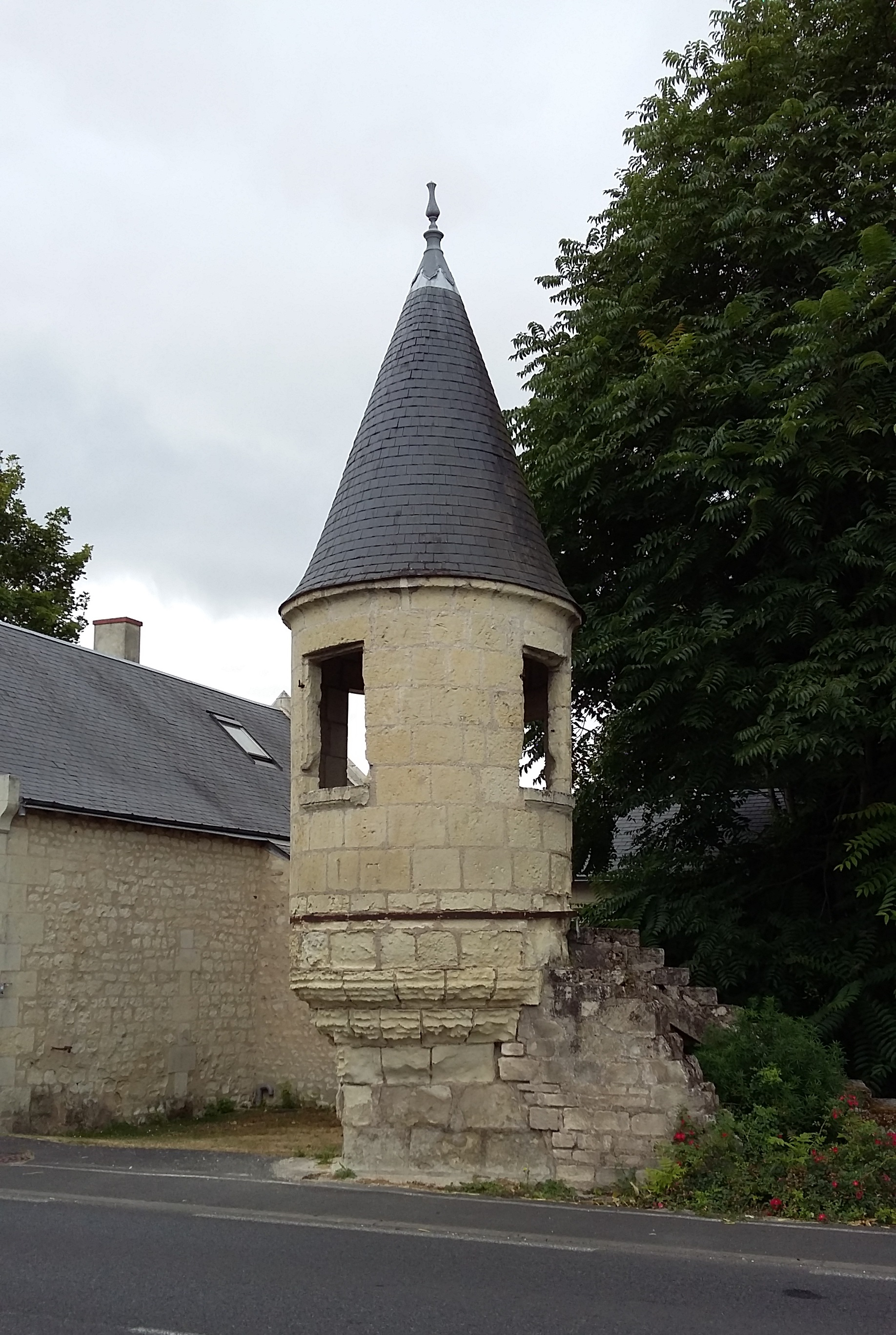
La Tourette, un colombier ayant appartenu au château de Velors

Le château de Velors est situé à Beaumont-en-Véron (France). 

## Situation
Le château de Velors est situé sur la commune de Beaumont-en-Véron, dans le département d'Indre-et-Loire, en région Centre-Val de Loire.

## Description
Le château occupe la partie sud d'une terrasse rectangulaire, entourée de douves. Il comprend un bâtiment principal dont la façade nord est flanquée d'une tour polygonale d'escalier. La façade sud a été refaite en pierre de taille au XVIIIe siècle. Deux ailes en retour d'équerre, celle de l'ouest ayant été reconstruit au XVIIIe siècle. Deux pavillons carrés occupent les angles nord de la cour d'honneur.

## Historique
Le château de Velors, désigné dans une charte du XIe siècle, formait un fief relevant de Cravant et de Beaumont. En 1598, la propriété passe pour un temps aux princes de Bourbon-Montpensier.
Le château fait l’objet d’une inscription au titre des monuments historiques depuis le 19 novembre 1949.